# Suore apostole del Sacro Cuore
Le Suore Apostole del Sacro Cuore sono un istituto religioso femminile di diritto pontificio: le suore di questa congregazione pospongono al loro nome la sigla S.A.S.C.

## Storia
La congregazione fu fondata a Volturara Appula da Maria Gargani, in religione Maria Crocifissa del Divino Amore.
Le sue origini risalgono alla pia unione iniziata il 2 febbraio 1936 ed eretta canonicamente da Giuseppe Di Girolamo, vescovo di Lucera, il 21 aprile successivo.
La congregazione ottenne il riconoscimento di istituzione di diritto pontificio il 12 marzo 1963.

## Attività e diffusione
Le suore si dedicano alla propagazione della devozione al culto di riparazione al Sacro Cuore, all'istruzione e all'assistenza spirituale ai fedeli nelle zone rurali e in quelle povere di sacerdoti.
Oltre che in Italia, la congregazione è presente in Burkina Faso. La sede generalizia è in via Monte Maloia a Roma.
Alla fine del 2015 l'istituto contava 74 religiose in 11 case.